# Kommune 2

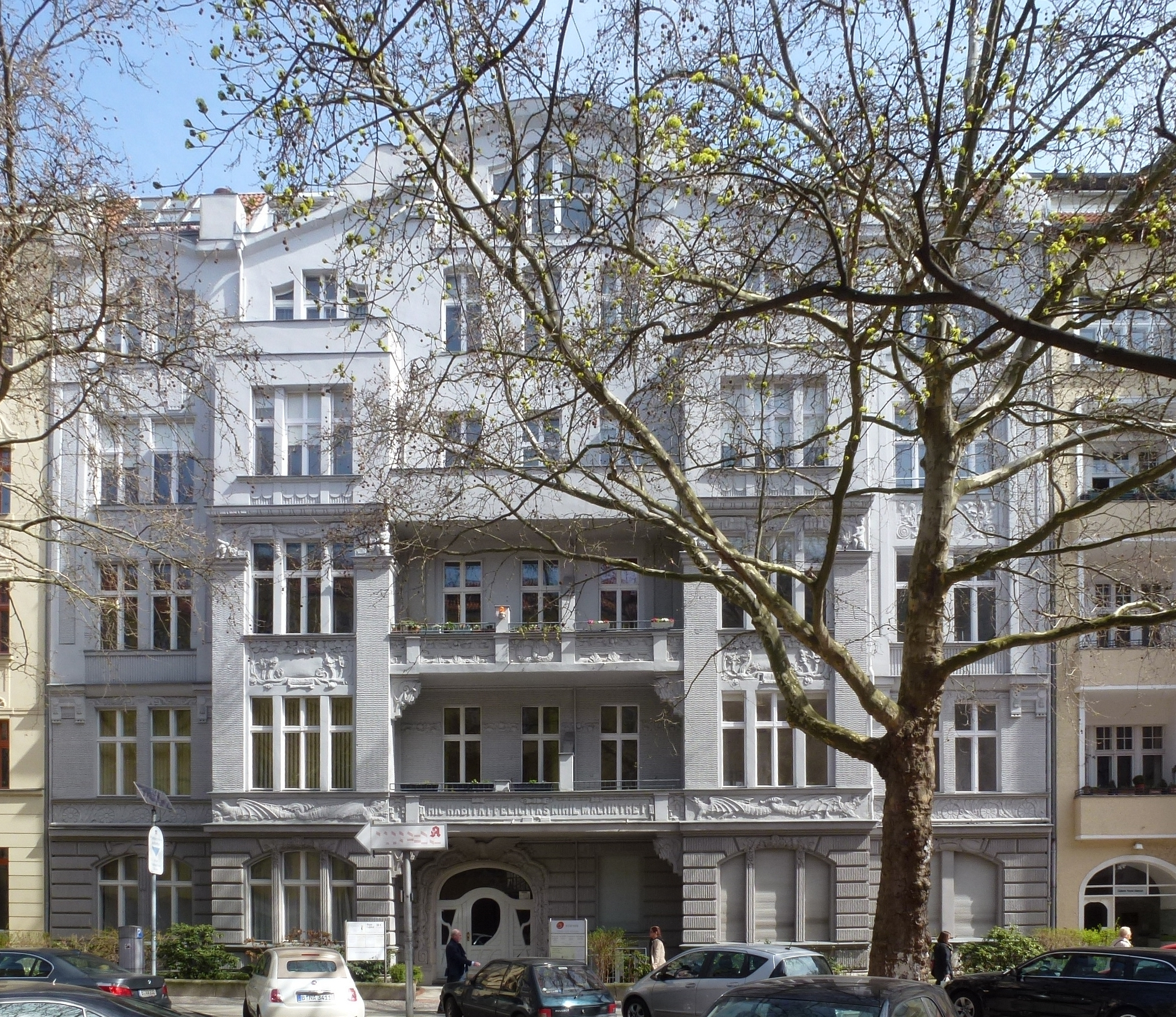
Giesebrechtstraße 20 in Berlin-Charlottenburg

Die Kommune 2 war eine Lebensgemeinschaft in Berlin-Charlottenburg, in der versucht wurde, kollektives Leben mit politischer Arbeit zu verbinden. Kommune 2 bezieht sich auf die kurz vorher gegründete Kommune I, gegenüber der sie auch als die „Politkommune“ bezeichnet wurde.
Die Kommune 2 begann im August 1967, scheiterte aber bereits nach einem Jahr im Sommer 1968 und wurde von den Beteiligten in einem Buch dokumentiert. Beteiligt waren vier Männer, drei Frauen und zwei Kinder. Die Mitglieder kamen zum Großteil aus dem Sozialistischen Deutschen Studentenbund (SDS). Beteiligt waren unter anderem Klaus Gilgenmann, Jan-Carl Raspe, Hans-Eberhard Schultz, Eike Hemmer und Marion Steffel-Stergar von der Gruppe Subversive Aktion. In der Kommune kam es zu sexuellem Missbrauch von Kindern.

## Entstehung
Im Juni 1966 diskutierten eine Woche lang neun Männer und fünf Frauen in einem Landhaus über die Bedingungen, wie in Westeuropa eine revolutionäre Bewegung entstehen könne. Ihnen war gemeinsam, dass sie bereits in Berlin und München an Aktionen der Antiautoritären Linken teilgenommen hatten und die „Seminarmarxisten“ in den SDS-Arbeitskreisen verachteten. Auf diesem Treffen nahmen die Münchener das Zuspätkommen Rudi Dutschkes, der noch seine Eltern treffen wollte, zum Anlass, persönliche Probleme mit Hilfe psychoanalytischer Kategorien zu thematisieren, was von einigen als Psychoterror empfunden wurde. 
Die Kommunediskussionsgruppe in Berlin wurde von Gretchen Dutschke, die Berichte über die amerikanische Kommuneexperimente gelesen hatte, mit Hilfe von Rudi Dutschke zuerst ins Leben gerufen. Die beiden luden Freunde und Bekannte zur ersten Diskussion ein.
Nach der Jahresdelegiertenkonferenz des SDS wurde die Diskussionsgruppe Anfang September in West-Berlin erweitert zu einer 25 bis 30 Mitglieder umfassenden Gruppe, zu der Ende September noch Dieter Kunzelmann stieß. Diese Gruppe nannte sich nach US-amerikanischem Vorbild bereits Kommune, wobei sich dieser Begriff auf eine enge Solidarität bezog und noch nicht auf eine Wohnform. Ein großer Teil dieser Gruppe war sehr praxisorientiert, was sich in einem Beitrag Bernd Rabehls vom November 1966 widerspiegelt:

„Unser Ziel ist das Setzen der Kommune. Setzen der Kommune ist die Voraussetzung von Praxis. Anarchistische Praxis ist die Zerstörung von Theorie. Wir haben uns vorgenommen, keine Tendenzanalyse mehr zu machen. Das bedeutet, dass Praxis augenblicklich möglich ist. Die vergangenen anarchistischen Bewegungen sind daran gescheitert, dass die Zeit noch nicht erfüllt war. Historisch gibt es jetzt erstmals eine Möglichkeit für uns.“

Sie beriefen sich auf Herbert Marcuses These der Randgruppen-Theorie, wonach der Widerspruch der kapitalistischen Gesellschaft nicht mehr in der Produktionssphäre erfahrbar sei, sondern nur noch außerhalb gegen sie. In der Gruppe wurde – noch sehr unbeholfen – versucht, den als autoritär empfundenen Diskussionsstil des SDS mittels gruppendynamischer Elemente zu durchbrechen.
In der Silvesternacht zu 1967 beschlossen mehrere Menschen aus dem SDS und deren Umfeld, in eine gemeinsame Wohnung zu ziehen. Diese Gruppe wurde SDS-Kommune genannt und sah sich selber als Vorläufer einer neuen Organisationsform des SDS, der nach und nach in Wohngruppenkollektive überführt werden sollte. Im Mai 1967 wurde eine gemeinsame Kasse eingeführt, in die alle Privateinkommen der Bewohner einflossen und aus der alles gezahlt wurde. Während die bereits gegründete Kommune I, die sich in die Isolation zurückgezogen hatte, um persönliche Probleme aufzuarbeiten, inzwischen von der Kommunikation persönlicher Probleme absah, versuchte die SDS-Kommune, das Persönliche mit dem Politischen zu verbinden. Im Sommer 1967 zerbrach die SDS-Kommune, doch im August 1967 zogen dann sieben Erwachsene und zwei Kinder in eine 7½-Zimmerwohnung in Charlottenburg und gründeten die Kommune 2.

## Realisierung
Wesentliches Element der Kommune war die kollektive Organisation des Alltags:
1. „Horizontaler Finanzausgleich“: Privatgeld wurde abgeschafft, zudem wurde gemeinsam Geld erwirtschaftet durch den Verkauf und das Drucken von Broschüren (Schriften der „Sex-Pol-Bewegung“, von Wilhelm Reich und eigene Broschüren)
2. Gemeinsame Planung des Konsums
3. Gemeinsame Organisation der Haushaltsarbeiten („abwechselnde Haushälterarbeit“) zunächst durch Rotation, dann durch kollektive „Kampagnen“ ergänzt
4. Gemeinsame Kindererziehung

Die gemeinsame Kinderziehung sollte eine antiautoritäre Erziehung sein. Die beiden Kinder gingen zunächst in einen Kindergarten, der jedoch von der Kommune nach einiger Zeit als Aufbewahranstalt betrachtet wurde. Sie wechselten dann in einen der beiden vom Aktionsrat zur Befreiung der Frauen organisierten Kinderladen.
Die Kommune sah ihr Scheitern vor allem im Scheitern einer gemeinsamen politischen Arbeit. Lediglich ein kleiner Teil der Gruppe arbeitete intensiv zur Inhaftierung Fritz Teufels. Dies wurde darauf zurückgeführt, dass es den Frauen in der Kommune nicht möglich war, zu einer gemeinsamen politischen Praxis zu finden, die ihre Interessen widerspiegelte.
Im Januar begann die Gruppe eine an der psychoanalytischen Praxis ausgerichtete Gruppenanalyse, die sie „Reihenanalyse“ nannte:

„Im Laufe eines Abends waren drei oder vier von uns hintereinander an der Reihe, dienstags die Frauen, freitags die Männer. Während der ersten beiden Abende hatten wir keine besondere Sitzordnung. Zu Beginn nahm sich jeder irgendeine Sitzgelegenheit, und dann gab's meist eine längere Pause, bis derjenige, der dran war, zu reden anfing. Es gab keine feste Gesprächsform. Die Sitzungen begannen gewöhnlich mit Berichten über Tagesereignisse und ihre psychische Verarbeitung. Anlässe gab es genug, man hatte sich geärgert, war frustriert, oder zu bestimmten Ereignissen waren Erinnerungen aufgetaucht. Die Gruppe verhielt sich insgesamt betrachtet zurückhaltend, was aber keiner besonderen Erkenntnis entstammte, sondern eher auf Unsicherheit zurückzuführen war.“

## Sexuelle Übergriffe auf Vorschulkinder
Innerhalb der Kommune 2 verübten Erwachsene sexuelle Handlungen an Kindern. Dieses Verhalten wurde offensiv vertreten und beispielsweise auf einem Fotoplakat als Beilage des Kursbuch (17. Ausgabe, herausgegeben 1969 von Hans-Magnus Enzensberger) verbreitet, sowie in einem Buch über die Kommune 2. Im Kursbuch schilderte das Kommune-Mitglied Hans-Eberhard Schultz Übergriffe auf die vierjährige Tochter von Dieter Kunzelmann am 4. April 1968. Außerdem wird voyeuristisch beschrieben, wie die Kinder in der Kommune sexuelle Handlungen aneinander vollzogen, die teilweise durch Erwachsene angeregt wurden. Der Politikwissenschaftler Franz Walter schrieb über die Kursbuch-Texte: „Das war und ist bis heute ein bedrückendes Dokument der Hilf- und Sprachlosigkeit einer denkbar dilettantisch durchgeführten Selbstinitiative, durch welche die unzweifelhaft ausgeprägte psychische Labilität der meisten ihrer Teilnehmer noch ein weiteres Stück verstärkt und ausgebaut wurde. Und mittendrin: zwei Kinder, ein Junge und ein Mädchen, im Alter von drei und vier Jahren, die durch allerlei radikale Wechsel der erwachsenen Bezugspersonen erheblich traumatisiert wurden.“

## Auflösung
Nach dem Attentat auf Rudi Dutschke am 11. April 1968 sah sich die Gruppe außerstande, weiterhin intensiv die Gruppenanalyse zu betreiben. Zwar beteiligte sich das Kollektiv an den Massenprotesten, konnte jedoch aus den oben genannten Gründen nicht zu einer gemeinsamen politischen Arbeit gelangen. Die Gruppenanalyse, die am 1. Mai wieder aufgenommen wurde, wurde mit unterschiedlichem Interesse durchgeführt und wurde von den Kommunarden nur noch als ein „Dahinschleppen“ wahrgenommen. Schließlich zogen sie die Konsequenz und lösten die Kommune im Sommer 1968 auf. Ihre Geschichte dokumentierten sie anhand von Protokollen und Analysen in einer Buchveröffentlichung.

## Publikationen
- Kommune 2. Versuch der Revolutionierung des bürgerlichen Individuums, Berlin: Oberbaumverlag, 1969.
- Kommune 2: Kommune 2. Versuch der Revolutionierung des bürgerlichen Individuums. Kollektives Leben mit politischer Arbeit verbinden! Reprint (Raubdruck), Edition Ceuta-Press, Luxembourg 1975.
- Kommune 2 / Die neue Qualität von Kommunen (1969) – Hans-Eberhard Schulz / Die „Kommune 2“ (1999)
- Die neue Funktion von Kommunen für die sozialistische Revolution (aus „Kommune 2“)